# Station Louvain-la-Neuve
Station Louvain-la-Neuve is een spoorwegstation aan het einde van spoorlijn 161D in Louvain-la-Neuve, onderdeel van Ottignies-Louvain-la-Neuve.
Sinds 1 maart 2024 zijn de loketten van dit station enkel in de week geopend tussen 7 en 19.45 uur.
Het station is een kopstation en het enige station langs spoorlijn 161D. Tot midden 2017 droeg het station de naam 'Louvain-la-Neuve-Université'. Omdat de stad meer te bieden heeft dan enkel de universiteit, werd beslist het achtervoegsel te schrappen.

## Treindienst
| Serie | Treinsoort | Route                                                                    | Bijzonderheden |
| ----- | ---------- | ------------------------------------------------------------------------ | --- |
| S 8   | GEN (NMBS) | Zottegem – Brussel-Zuid – Brussel-Schuman – Ottignies – Louvain-la-Neuve | Rit naar Zottegem rijdt niet in het weekend. Een rit rijdt dagelijks tussen Brussel-Zuid - Ottignies. Een rit rijdt dagelijks tussen Ottignies - Louvain-la-Neuve. |

## Reizigerstellingen
De grafiek en tabel geven het gemiddeld aantal instappende reizigers weer op een week-, zater- en zondag.
| Tabel: aantal instappende reizigers station Louvain-la-Neuve | Tabel: aantal instappende reizigers station Louvain-la-Neuve | Tabel: aantal instappende reizigers station Louvain-la-Neuve | Tabel: aantal instappende reizigers station Louvain-la-Neuve |
|                                                              | Weekdag                                                      | Zaterdag                                                     | Zondag                                                       |
| ------------------------------------------------------------ | ------------------------------------------------------------ | ------------------------------------------------------------ | ------------------------------------------------------------ |
| 1977                                                         | 1 377                                                        | 425                                                          | 140                                                          |
| 1978                                                         | 1 996                                                        | 285                                                          | 138                                                          |
| 1979                                                         | 2 173                                                        | 319                                                          | 161                                                          |
| 1980                                                         | 2 200                                                        | 311                                                          | 198                                                          |
| 1981                                                         | 2 179                                                        | 232                                                          | 185                                                          |
| 1982                                                         | 2 323                                                        | 292                                                          | 212                                                          |
| 1983                                                         | 1 594                                                        | 256                                                          | 122                                                          |
| 1984                                                         | 2 218                                                        | 545                                                          | 385                                                          |
| 1985                                                         | 2 397                                                        | 703                                                          | 471                                                          |
| 1986                                                         | 3 333                                                        | 703                                                          | 435                                                          |
| 1987                                                         | 2 834                                                        | 864                                                          | 554                                                          |
| 1988                                                         | 2 797                                                        | 886                                                          | 497                                                          |
| 1989                                                         | 4 156                                                        | 1 090                                                        | 619                                                          |
| 1990                                                         | 2 880                                                        | 906                                                          | 836                                                          |
| 1991                                                         | 3 277                                                        | 1 187                                                        | 784                                                          |
| 1992                                                         | 4 186                                                        | 1 075                                                        | 821                                                          |
| 1993                                                         | 3 588                                                        | 996                                                          | 792                                                          |
| 1994                                                         | 6 451                                                        | 1 660                                                        | 1 163                                                        |
| 1995                                                         | 5 980                                                        | 1 369                                                        | 1 061                                                        |
| 1996                                                         | 5 186                                                        | 1 332                                                        | 1 027                                                        |
| 1997                                                         | 5 061                                                        | 1 362                                                        | 861                                                          |
| 1998                                                         | 4 940                                                        | 1 706                                                        | 1 216                                                        |
| 1999                                                         | 3 955                                                        | 1 060                                                        | 901                                                          |
| 2000                                                         | 4 953                                                        | 1 338                                                        | 1 248                                                        |
| 2001                                                         | 4 552                                                        | 1 558                                                        | 1 093                                                        |
| 2002                                                         | 4 799                                                        | 1 258                                                        | 1 074                                                        |
| 2003                                                         | 4 335                                                        | 1 391                                                        | 1 068                                                        |
| 2004                                                         | 4 672                                                        | 1 512                                                        | 1 019                                                        |
| 2005                                                         | 5 223                                                        | 2 031                                                        | 1 674                                                        |
| 2006                                                         | 5 525                                                        | 2 184                                                        | 1 310                                                        |
| 2007                                                         | 5 703                                                        | 2 008                                                        | 1 248                                                        |
| 2008                                                         | -                                                            | -                                                            | -                                                            |
| 2009                                                         | 6 321                                                        | 2 198                                                        | 1 262                                                        |
| 2010                                                         | -                                                            | -                                                            | -                                                            |
| 2011                                                         | -                                                            | -                                                            | -                                                            |
| 2012                                                         | 5 749                                                        | 2 890                                                        | 1 760                                                        |
| 2013                                                         | 6 711                                                        | 2 471                                                        | 1 504                                                        |
| 2014                                                         | 6 518                                                        | 2 273                                                        | 1 434                                                        |
| 2015                                                         | 6 097                                                        | 2 539                                                        | 1 425                                                        |
| 2016                                                         | 5 791                                                        | 2 358                                                        | 1 456                                                        |
| 2017                                                         | 5 780                                                        | 2 110                                                        | 1 399                                                        |
| 2018                                                         | 6 170                                                        | 2 544                                                        | 1 274                                                        |
| 2019                                                         | 6 237                                                        | 2 753                                                        | 1 495                                                        |
| 2020                                                         | 3 924                                                        | 1 632                                                        | 1 051                                                        |
| 2021                                                         | -                                                            | -                                                            | -                                                            |
| 2022                                                         | 6 195                                                        | 2 365                                                        | 1 145                                                        |
| 2023                                                         | 4 899                                                        | 2 169                                                        | 2 812                                                        |
| 2024                                                         | 5 242                                                        | 2 273                                                        | 1 274                                                        |